# パトリック・アチ
パトリック・アチ（Patrick Achi、1955年11月17日 - ）は、コートジボワールの政治家。元同国首相。コートジボワール民主党の党員。姓はフランス語読みでアシとも表記される。

## 来歴
高等電気学校とスタンフォード大学に学び、工学とインフラストラクチャーを専攻した。
アラサン・ワタラ政権下では2010年から2017年にかけて経済インフラストラクチャー大臣を務めたほか、政府のスポークスパーソンも歴任した。
2020年4月16日、アチは新型コロナウイルス感染症 (COVID-19)に感染していることが判明し、しばらくの間、自己隔離することとなったことを公表した。
2021年3月8日、ハメド・バカヨコ首相の入院に伴いワタラより首相代行に任命された。バカヨコがその2日後に死去したため、ワタラは3月26日にアチを首相に任命。3月30日に正式に就任した。
2021年10月にはパンドラ文書に名前が載っていることが公表された。それによれば、アチはエネルギー大臣顧問を務めていた1998年より少なくとも2006年まで、タックス・ヘイヴンであるバハマにあるペーパーカンパニーを所有しており、そのことは信託契約によって公表されていなかった。ただし、その会社の資産や目的は明らかになっていない。
2022年4月13日に退陣を表明したが、同19日にワタラに首相に再任された。
2023年10月6日にワタラが内閣総辞職を命じ、アチは首相から更迭された。後任は10日後に就任したロベール・ブーグレ・マンベ。